# ۱۲ اوت
۱۲ اوت در گاه‌شماری میلادی، دویست و بیست و چهارمین (در سال‌های کبیسه دویست و بیست و پنجمین) روز سال است. از این روز ۱۴۱ روز تا پایان سال باقی مانده‌است.

## رویدادها
- ۱۹۸۴ - اختتامیه بازی‌های المپیک تابستانی ۱۹۸۴ لس‌آنجلس برگزار شد.
- ۱۹۸۵ - در اثر سقوط هواپیمای بوئینگ ۷۴۷ پرواز شماره ۱۲۳ خطوط هوایی ژاپن در مناطق کوهستانی در ۱۰۰ کیلومتری توکیو ۵۲۰ تن از جمله ۱۵ خدمه کشته شدند.
- ۲۰۱۸ - کاوشگر بدون سرنشین خورشیدی پارکر ناسا برای بررسی تاج خورشیدی (کرونا) به فضا پرتاب شد.

## زادروزها
- ۱۸۸۷ - اروین شرودینگر، فیزیکدان اتریشی و برنده جایزه نوبل فیزیک در سال ۱۹۳۳ (وین، امپراتوری اتریش-مجارستان)

## مرگ‌ها
- ۵۰ (پیش از میلاد) - کلئوپاترای هفتم معروف به کلئوپاترا، آخرین فرعون مصر باستان (خودکشی با نیش افعی) (اسکندریه، مصر)
- ۱۹۵۵ - توماس مان - نویسنده
- ۱۹۸۲ - هنری فوندا - هنرپیشه آمریکایی

## مناسبت‌ها
- روز جهانی جوانان
- روز مادر در کشور تایلند به مناسبت سالگرد تولد ملکه سیرکیت در سال ۱۹۳۲